# Adelson Castiau

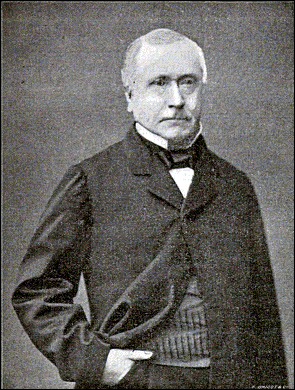
Adelson Castiau

Adolphe Adelson Joseph Castiau (Péruwelz, 10 juni 1804 - Parijs, 19 december 1879) was een Belgisch volksvertegenwoordiger.

## Levensloop
Castiau was de zoon van fabrikant en handelaar in breigoederen Gabriel Castiau en van Marie-Thérèse Petit. Hij bleef ongehuwd.
Na zijn middelbare studies in het College van Aat, promoveerde tot doctor in de rechten aan de Rijksuniversiteit Gent (1825). De volgende vijf jaar studeerde hij in Parijs: filosofie aan het Collège de France en rechten aan de Sorbonne. Hij kwam terug en vestigde zich als advocaat in Doornik. Eind 1830 werd hij verkozen tot plaatsvervangend lid voor het Nationaal Congres, maar moest zelf niet zetelen.
In 1836 werd hij verkozen tot provincieraadslid voor Henegouwen en werd bestendig afgevaardigde tot in 1843, jaar waarin hij werd verkozen tot liberaal volksvertegenwoordiger voor het arrondissement Doornik, een mandaat dat hij vervulde tot in 1848. Hij was zeer actief in de Kamer en kwam vooral op in het voordeel van de armen en de arbeidersklas. Zijn eisen waren helemaal niet welgevallig aan de overwegend conservatieve liberalen, en konden eerder als socialistisch worden bestempeld. Hij eiste en bekwam dat een parlementaire enquête zich boog over de armoedeproblemen. Hij verguisde de rijken, de monarchie, de eigenaars, de beoefenaars van de jacht enz. Hij pleitte voor algemeen stemrecht, voor veralgemeende legerdienst, voor verplichtend onderwijs. 
De onrust verwekt door de onlusten in Parijs en het herstel van de republiek in Frankrijk in 1848, maakten dat de liberale regering van Charles Rogier op twee punten voldoening gaf aan Castiau en zijn vrienden: vermindering van het cijnsbedrag om kiezer te kunnen zijn en uitsluiting van openbare ambtenaren als verkiesbaren voor Kamer en Senaat.
Een terugkeer naar Peruwelz leerde hem dat hij niet gesteund werd door zijn kiezers die in hem een 'agitateur' zagen, en hij nam ontslag uit de Kamer om voor de rest van zijn leven in Parijs te gaan wonen.
De Openbare Onderstand van Peruwelz werd zijn algemene erfgenaam. Een vijfjaarlijkse prijs 'voor de bevordering van de sociale vooruitgang' die sinds 1902 regelmatig wordt uitgereikt door de Académie royale de Belgique, draagt zijn naam. 
Er bestaat een Rue Adelson Castiau in Monsville en een Rue Castiau in Péruwelz.

## Publicaties
- Essai historique sur la démocratie en Belgique, Parijs, 1832.
- Suppression des jurys d'examens, Émancipation des professions libérales, Brussel, Hauman, 1836.
- De la réforme électorale, Brussel, Hauman, 1836.
- Qu'est-ce que le libéralisme?, Brussel, Librairie polytechnique A.Decq,1843.
- Abolition des octrois, Brussel, 1860.
- Lettres démocratiques, Brussel, 1864.